# Koštani morfogenetički protein 2
Koštani morfogenetički protein 2 ili BMP-2 pripada TGF-β superfamiliji proteina.

## Funkcija
BMP-2 poput drugih koštano morfogenetičkih proteina, ima važnu ulogu u razviću kostiju i hrskavice. On učestvuje u hedgehog putu, TGF beta signalnom putu, i interakciji citokina sa citokinskim receptorom. On takođe učestvuje u diferencijaciji srčanih ćelija i epitelijalno mesenhimalnoj tranziciji.
BMP-2 i BMP-7 su osteoinduktivni BMP: demonstrirano je da oni potentno indukuju osteoblastnu diferencijaciju u brojnim tipovima ćelija.

## Interakcije
Koštani morfogenetički protein 2 formira interakcije sa BMPR1A.

## Literatura
- Nickel J, Dreyer MK, Kirsch T, Sebald W (2001). „The crystal structure of the BMP-2:BMPR-IA complex and the generation of BMP-2 antagonists”. J Bone Joint Surg Am. 83-A Suppl 1 (Pt 1): S7—14. PMID 11263668.
- Kawamura C, Kizaki M, Ikeda Y (2002). „Bone morphogenetic protein (BMP)-2 induces apoptosis in human myeloma cells”. Leuk. Lymphoma. 43 (3): 635—9. PMID 12002771. doi:10.1080/10428190290012182.
- Marie PJ, Debiais F, Haÿ E (2002). „Regulation of human cranial osteoblast phenotype by FGF-2, FGFR-2 and BMP-2 signaling”. Histol. Histopathol. 17 (3): 877—85. PMID 12168799.

## Spoljašnje veze
- bone morphogenetic protein 2 на 